# Badreddine Haddioui
Badreddine Haddioui est un boxeur marocain né le 25 décembre 1988.

## Carrière
Sa carrière amateur est marquée par une médaille d'or aux championnats d'Afrique de Vacoas en 2009 dans la catégorie poids légers. Qualifié pour les Jeux olympiques de Londres en 2012, il est éliminé dès le premier tour par Abbos Atoev, futur médaillé de bronze.

## Palmarès

### Championnats d'Afrique de boxe amateur
- Médaille d'or en -60 kg en 2009 à Vacoas, Île Maurice